# Pathogen
Pathogen è un film statunitense del 2006 scritto, diretto e prodotto da Emily Hagins.
Il film è stato diretto da Hagins quando aveva quattordici anni, ciò la rende la seconda regista più giovane di tutti i tempi e la prima americana.

## Produzione
Hagin ha concluso la sceneggiatura del film nel 2004 e le riprese si sono svolte ad Austin, in Texas. 
Un documentario intitolato Zombie Girl: The Movie ha seguito il processo di realizzazione del film di Hagin.  

## Distribuzione
Il film è uscito in Blu-ray il 29 marzo 2022. Precedentemente era disponibile in dvd sul sito della regista. 

## Accoglienza
Dread Central ha dato a Pathogen quattro stelle su cinque, commentando che "Sebbene questo film sia stato visto come un'esperienza di apprendimento, molti registi indipendenti dovrebbero imparare alcune cose da esso". 